# Districte de Grandson

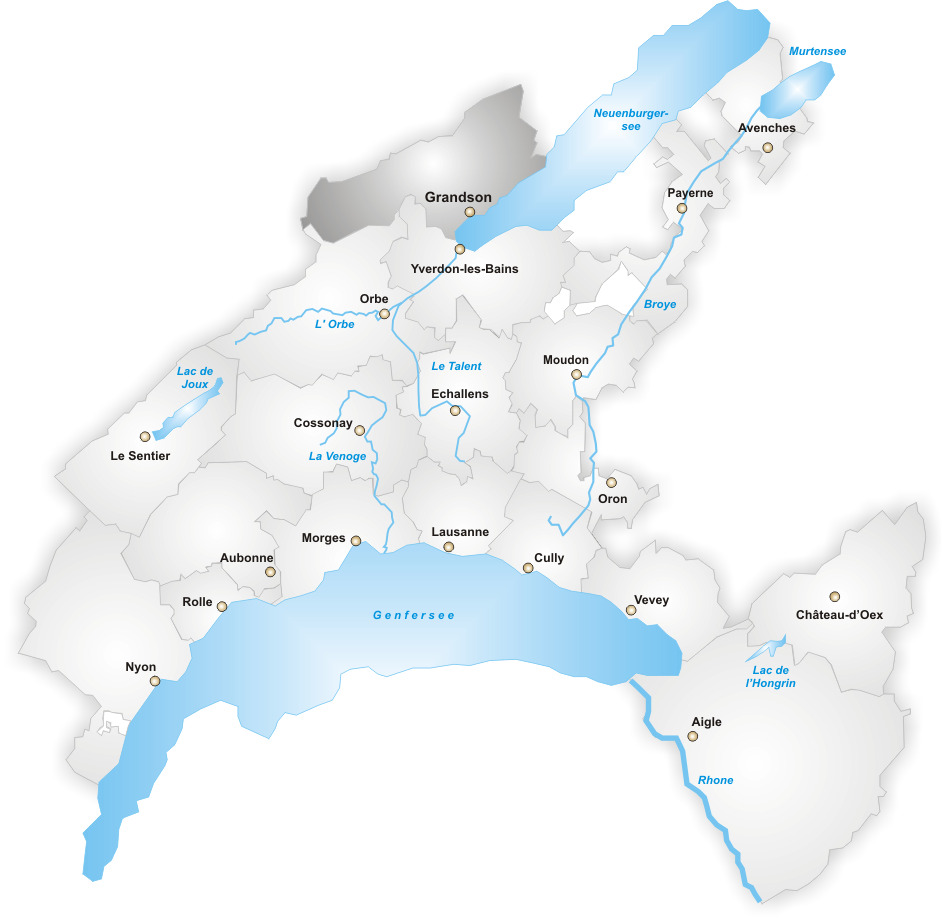
L'antic districte de Grandson

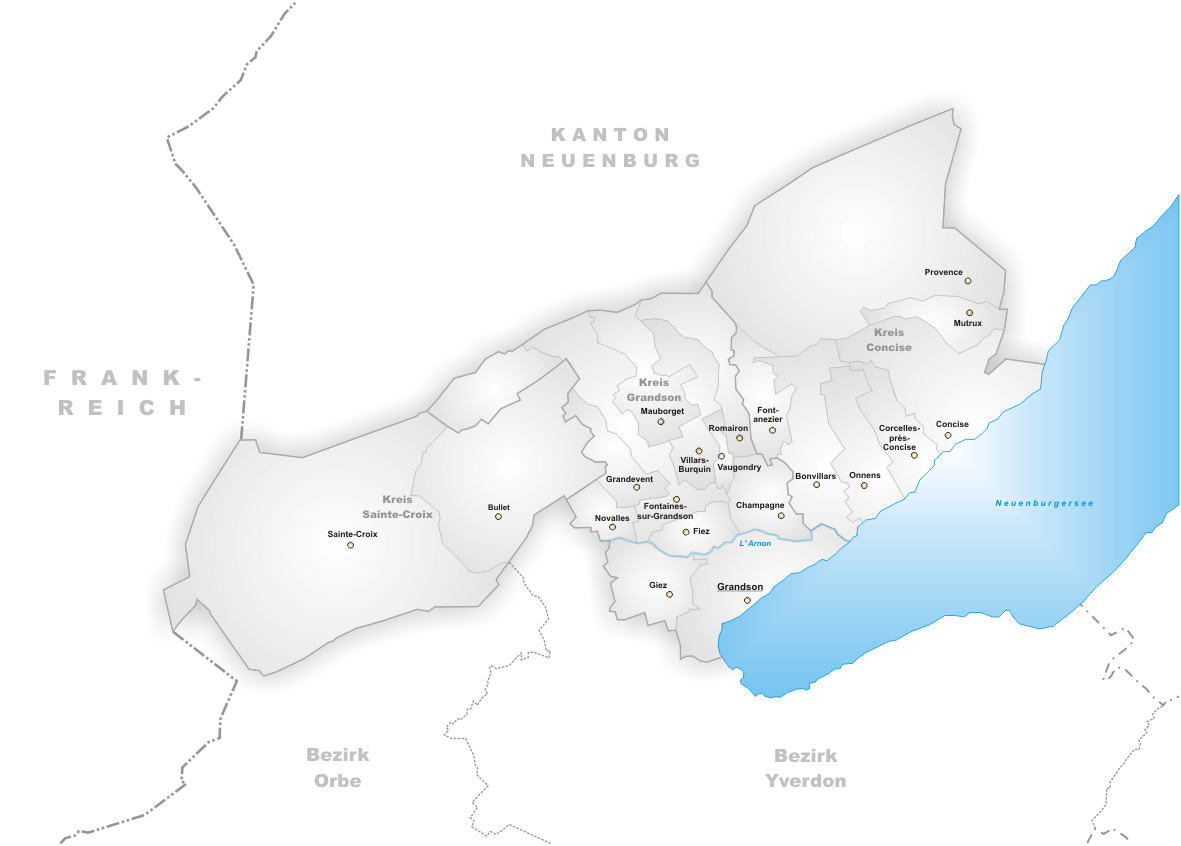
Municipis de l'antic districte de Grandson

El districte de Grandson és un dels antics 19 districtes del cantó suís de Vaud que va desaparèixer en la reforma del 2008. Els seus municipis van anar a parar al districte del Jura-Nord vaudois completament.

## Municipis
- Cercle de Concise
  - Bonvillars
  - Concise
  - Corcelles-près-Concise
  - Mutrux
  - Onnens
  - Provence

- Cercle de Grandson
  - Champagne
  - Fiez
  - Fontaines-sur-Grandson
  - Fontanezier
  - Giez
  - Grandevent
  - Grandson
  - Novalles
  - Romairon
  - Vaugondry
  - Villars-Burquin

- Cercle de Sainte-Croix
  - Bullet
  - Mauborget
  - Sainte-Croix